# Ауди ТТ
Ауди ТТ је спортски аутомобил са двоја врата који продаје огранак Фолксваген групе - Ауди, од 1998. године. Тренутно се производи Ауди ТТ треће генерације. Прве две генерације саставио је огранак Ауди корпорације, Ауди Хунгариа Мотор Кфт. (Audi Hungaria Motor Kft.) у Гиору, Мађарска, користећи каросерије произведене и обојене у Ауди погону у Инголштату и делове које је у потпуности израдила Мађарска фирма.
За сваку од своје три генерације, ТТ је доступан као 2 + 2 купе и као двосед кабриолет који користи А платформу Фолксваген групе. Она се у Ауди корпорацији користи кроз низ генерација, почевши од А4. Као резултат ове поделе платформе, Ауди ТТ има идентичан распоред погонских склопова и вешања као и сродне платформе. Укључујући предње постављен трансверзално оријентисан мотор, погон на предњим точковима или кватро погон на сва четири точка, као и потпуно независно предње ослањање помоћу Мак-Персон (MacPherson) подупирача.

## Порекло
Дизајнирање модела Ауди ТТ почело је у пролеће 1994. године у Фолксваген дизајн центру у Калифорнији. Ауди ТТ је први пут приказан као концептни аутомобил на сајму аутомобила у Франкфурту 1995. године. Дизајн се приписује Ј Мeјсу и Фриману Томасу, са Хартмутом Варкусом, Питер С, Мартин Смитом и Ромулус Ростом који доприносе дизајну ентеријера.
Претходно неискоришћена адаптација ласерског заваривања, која је омогућила беспрекорне карактеристике дизајна прве генерације ТТ-а, одложила је њено увођење. Ауди првобитно није понудио ниједну врсту аутоматског мењача за ТТ. Међутим, од 2003. године, на располагању је шестостепени мењач са директним преносом (ДСГ) и са двоструком спојницом. А ТТ варијанта у Великој Британији је постала први светски корисник преноса са двоструким квачилом који је конфигурисан за возила са воланом на десној страни.

## Име
Ауди ТТ је добио име по успешној тркачкој традицији НСУ-а на британском отоку Ман ТТ (Туристички трофеј) - мотоциклистичкој трци. НСУ је почео да се такмичи на Исле оф Ман ТТ 1907. године, када је британски менаџер Мартин Геигер завршио на петом месту у трци са једним цилиндром. од 250 кубика, а компаније ДКВ и НСУ су се касније спојиле у компанију која је сада позната као Ауди.
Назив ТТ се такође приписује изразу „Технологија и традиција".

## ТТ Мк1 (Тип 8Н, 1998-2006)
Производни модел (унутрашња ознака Тип 8Н) лансиран је као купе у септембру 1998. године, а затим је у августу 1999. године уследио кабриолет. Он се темељи на концепту Фолксваген Групе - А4 (ПК34) платформи која се користи за Фолксваген Голф Мк4, оригинални Ауди А3, Шкоду Октавиу и многе друге. Дизајн се мало разликовао од самог концепта. Фабричка производња почела је у октобру 1998. године.
Рани модели ТТ-а добили су новинску пажњу након низа несрећа при великим брзинама и повезаних смртних случајева који су се десили при брзинама већим од 180 km/h за време наглих скретања. Варијанте купеа и кабриолета враћене су крајем 1999. и почетком 2000. године, како би се побољшала видљивост и руковање аутомобилом при великим брзинама. Додат је Аудијев програм електронске стабилности (ЕСП) или неклизајућа регулација (АСР) и задњи спојлер, као и модификације система вешања. Све промене су укључене у накнадну производњу.
Ауди ТТ је био номинован за награду аутомобил године у Северној Америци за 2000. годину. Био је и на листи десет најбољих аутомобила магазина „Ауто и Возач" за 2000. и 2001. годину. До 2003. године, Ауди је обезбедио "фејс-лифт" за ТТ, са низом малих побољшања у изгледу и практичности.
Производња Аудија ТТ (тип 8Н) завршила се у јуну 2006. године.

### Погонски склоп
Механички, ТТ дели идентичан распоред погонских склопова са својом сродном Фолксваген групом. ТТ користи трансверзално уграђен мотор са унутрашњим сагоревањем, са погоном на предње точкове и са кватро погоном на сва четири точка, као опција. Први пут је био доступан са 1.8 литарским, четвороцилиндричним, 5-вентилским мотором и са турбо-пуњачем и излазним снагама од; 180 ПС (132 kW; 178 hp) и 225 КС (165 kW; 222 hp). Мотори имају исти основни дизајн, али верзија од 225 hp има већи турбопуњач К04 (верзија са 180 hp испоручује се са мањим К03), додатни интеркулер на левој страни (допуњавајући постојећи интеркулер са десне стране), двоструке цеви за издувне гасове, усисни разводник са улазом на страни возача и неколико другачијих унутрашњих делова - дизајнирани да прихвате повећање турбо појачања. Халдекс Тракшн (Haldex Traction) је омогућио погон на сва четири точка, брендиран као "Кватро" он је опциони за мотор од 180 hp, а стандард за снажнију верзију од 225 hp.
Оригинални четвороцилиндрични мотор је допуњен са 3,189 кубика, ВР6 мотором номиналне снаге 250 ПС (247 hp; 184 kW) и 320 Nm обртног момента и то почетком 2003. године. Он је стандардно испоручиван са кватро погоном на сва четири точка. У јулу 2003. године понуђен је нови шестостепени мењач са дуплим квачилом, назван (ДСГ), који побољшава убрзање кроз знатно смањена времена пребацивања, као и оштрију суспензију.

### ТТ Кватро Спорт
У 2005. години Ауди је избацио ограничену серију модела ТТ кватро спорт у купе варијанти (800 продато у Великој Британији, а не 1000 првобитно планираних). На овом моделу повећана је снага на 240 hp и 320 Nm обртног момента из 1,8 - литарског турбо мотора, смањена је тежина за 75 kg на 1 390 kg. Све то је омогућило да се оствари време од 5,9 s (0–100 km/h) и електронски ограничена максимална брзина 155 mph (249 km/h).
Ово смањење тежине постигнуто је уклањањем резервног точка, амортизера задњих врата, задње полице и задњих седишта, као и стандардног клима уређаја. Главна батерија је такође премештена на задњи део возила како би се што боље распоредила тежина. Лагана, фиксна седишта Рикаро (Recaro) красе унутрашњост овог аутомобила. Од осталих модела ТТ - купеа се разликује и по својој шеми боје, каросерија аутомобила је двобојна.

### 8Н мотори
Опције погона 8Н састоје се од следећих мотора:
| Модел              | Запремина мотора | Конфигурација мотора          | Максимална снага        | Обртни момент                       | Година производње |
| ------------------ | ---------------- | ----------------------------- | ----------------------- | ----------------------------------- | ----------------- |
| 1.8 T              | 1,781 cm³        | Inline-4 20v ДОХЦ Турбо-пуњач | 150 ПС (110 kW; 148 hp) | 210 N⋅m (155 lbf⋅ft) на 2,200–4,200 | 2002–2006         |
| 1.8 T              | 1,781 cm³        | Inline-4 20v ДОХЦ Турбо-пуњач | 163 ПС (120 kW; 161 hp) | 225 N⋅m (166 lbf⋅ft) на 1,950–4,700 | 2006              |
| 1.8 T              | 1,781 cm³        | Inline-4 20v ДОХЦ Турбо-пуњач | 180 ПС (132 kW; 178 hp) | 235 N⋅m (173 lbf⋅ft) на 1,950–5,000 | 1998–2006         |
| 1.8 T кватро       | 1,781 cm³        | Inline-4 20v ДОХЦ Турбо-пуњач | 180 ПС (132 kW; 178 hp) | 235 N⋅m (173 lbf⋅ft) на 1,950–5,000 | 1998–2006         |
| 1.8 T              | 1,781 cm³        | Inline-4 20v ДОХЦ Турбо-пуњач | 190 ПС (140 kW; 187 hp) | 250 N⋅m (184 lbf⋅ft) на 1,950–4,700 | 2006              |
| 1.8 T кватро       | 1,781 cm³        | Inline-4 20v ДОХЦ Турбо-пуњач | 225 ПС (165 kW; 222 hp) | 280 N⋅m (207 lbf⋅ft) на 2,200–5,500 | 1998–2005         |
| 1.8 T кватро спорт | 1,781 cm³        | Inline-4 20v ДОХЦ Турбо-пуњач | 240 ПС (177 kW; 237 hp) | 320 N⋅m (236 lbf⋅ft) на 2,300–5,000 | 2005–2006         |
| 3.2 В6 кватро      | 3,189 cm³        | ВР6 24v ДОХЦ                  | 250 ПС (184 kW; 247 hp) | 320 N⋅m (236 lbf⋅ft) на 2,500–3,000 | 2003–2006         |

### 2.7Т Кватро гмбХ концепт
За тридестогодишњицу кватро гмбХ представио је Имола жути ТТ, који је носио 2.7-литрени Би-Турбо В6 мотор од Аудија РС4 који је производио 280 kW (381 ПС; 375 hp) и 440 Nm (325 lbf⋅ft) на 2.500 обртаја. Он је произведен 2001. године. То је постигнуто коришћењем РС4 донорског аутомобила, који је укључивао мотор, мењач, задњи диференцијал, осовине и кочнице. Користећи РС4 погон, Ауди је имао могућност да користи Торсенов 6-брзински ручни мењач у овом аутомобилу, који нормално користи попречни распоред мотора и систем погона на свим точковима.

## ТТ Мк2 (8Ј, 2006-2014)
У августу 2004. године, Ауди је објавио да ће нова генерација ТТ модела бити произведена помоћу алуминијума и да ће почети производњу 2007. године. Преглед друге генерације ТТ-а је обезбеђен у форми Ауди Шутинг Брејк (Audi Shooting Brake) концептног аутомобила, приказаног на Токијском сајму аутомобила 2005. године. Овај концепт је био увид у нови ТТ.
Ауди је представио другу генерацију ТТ-а, са унутрашњом ознаком Тип 8Ј, 6. априла 2006. године. Користећи Фолксваген-ову А5 (ПК35) платформу са алуминијумским предњим панелима каросерије и челичним са задње стране, како би побољшао однос тежине предњег и задњег дела аутомобила. Доступан са погоном на предњим точковима или са кватро погоном на сва четири точка. ТТ се поново нуди као 2 + 2 купе и као кабриолет с два седишта. Друга генерација је 13 центиметара дужа и 8 центиметара шира од свог претходника. Фабричка производња почела је током августа 2006. године.

### 8Ј Погонски склоп
Опције овог погонског система су у почетку укључивале само бензинске моторе, односно линијске - 1.8 литарске четвороцилиндричне моторе са ЕА888 турбопуњачким убризгавањем горива (ТФСИ) ( били су доступни само у Немачкој, а од средине 2009. године и у другим државама) и чешће коришћени 2.0 - литарски ТФСИ мотор. Технологија стратификованог убризгавања горива (ФСИ) је изведена из Ауди л'Манс (Audi Le Mans) тркачих аутомобила и нуди побољшану ефикасност горива, као и повећану излазну снагу.
Шестостепени ручни мењач је постао стандардан. Шестостепени мењач са директним помаком сада се зове "С-ТРОНИК" на свим Ауди моделима и представља опцију за све моторе. Кватро погон на сва четири точка, користећи Халедкс Тракшн (Haldex Traction) спојку је стандардан на В6 моделима, али није доступан на 1.8 ТФСИ.

### 2.0 ТДИ Кватро
Ауди је понудио прву верзију Аудија ТТ са дизел мотором на европском тржишту, Ауди ТТ 2.0 ТДИ кватро. Као што му име каже, доступан је само са кватро погоном на сва четири точка, а доступан је и као купе и кабриолет. Снага долази из новог 2.0-литарског мотора са директним убризгавањем (ТДИ), сада са 16 вентила и двоструком брегастом осовином изнад главе (ДОХЦ). Све то обезбеђује снагу од 125 kW (170 ПС; 168 hp) и обртни моменат од 350 Nm на 1750 до 2500 обртаја у минуту.
Убрзање од 0 до 100 km/h купе верзија постиже за 7,5 секунди, а може да достигне максималну брзину од 226 km/h. Нешто мање аеродинамички ефикасан кабриолет достиже 100 km/h за 7,7 секунди, уз максималну брзину од 223 km/h.
Ауди тврди да је просечна потрошња горива за купе варијанту са овим 2.0 ТДИ мотором 5.3 литара на 100 километара, док потрошња код кабриолет верзије износи 5.5 литара на 100 километара.

### ТТ С-Лине
Као додатни пакет, стандардни Ауди ТТ се може купити у фабрици са специјалном надоградњом каросерије како би изгледао као Ауди ТТ-РС верзија. Надоградња укључује фиксни задњи спојлер и спортска седишта пресвучена комбинацијом алкантаре и коже.

### ТТС
На међународном сајму аутомобила у Северној Америци (НАИАС) у Детроиту, Ауди је објавио први Ауди "С" модел ТТ асортимана - Ауди ТТС кватро. Са снажно ревидираним 2.0 ТФСИ мотором. Блок цилиндара, глава мотора и убризгавачи горива су модификовани из основног 2.0 ТФСИ мотора. Заједно са другим модификацијама, овај мотор производи снагу од 200 kW (272 ПС; 268 hp) и генерише обртни момент од 350 Nm на 2.500 до 5.000 обртаја у минуту.
Доступан је са шестостепеним мануелним мењачем. У Сједињеним Америчким Државама, С-троник мењач је био једини доступан пренос. Као и сви Ауди "С" модели, био је доступан само са кватро погоном на сва четири точка. Суспензија је смањена за 10 милиметара у односу на стандардне моделе и укључује Ауди Магнетик Рајд (Audi Magnetic Ride) као стандард и нови двостепени електронски програм стабилности (ЕСП). Екстеријер има неке промене у односу на стандардни модел. Односно ТТС изглед каросерије подразумева редизајнирани предњи део, са већим улазима за ваздух, редизајнирани задњи браник, продужеци бочних прагова и четири издувне цеви.
Званични подаци о перформансама истичу време убрзања од 0 до100 km/h за 5,2 секунде, док је кабриолет мало спорији и његово убрзање износи 5,6 секунди. Највећа брзина је електронски ограничена на 155 mph (249 km/h).
У 2014. години, на Међународном сајму аутомобила у Женеви Ауди је представио нови модел ТТС-а за 2016. годину, заједно са стандардним моделом Ауди ТТ. Оба модела су планирана за продају почетком 2015. године.

### ТТ Клубспорт кватро концепт
Ауди је представио нову варијанту аутомобила друге генерације Аудија ТТ - Ауди ТТ Клубспорт кватро, на Вортес Тур 2008 (Wörthersee Tour 2008) у Аустрији. У њему се налази 2.0 ТФСИ мотор који је подешен тако да даје 221 kW (300 ПС; 296 hp). Нови модел доноси и неке новине у самом изгледу као што су ЛЕД дневна светла, агресиван комплетан изглед каросерије са великим предњим ваздушним отворима, црно обојена "једнострука решетка" и доњи спојлер испуњавају нови изглед са предње стране. Стаза осовине је проширена за 66 милиметара, док су наставци лукова и бочни прагови приметно шири. Са задње стране, двоструко полиране цеви овалног облика од нерђајућег челика красе нови задњи дифузор.
Док је ТТ Клубспорт кватро првенствено осмишљен као ауто за шоу, Ауди није искључио могућност мале производње.

### ТТ РС
Са својим светским наступом на Сајму аутомобила у Женеви 2009. године, Ауди је објавио прву икада компактну спортску аутомобилску варијанту Ауди "РС" - Ауди ТТ РС, развијеном од стране Аудијеве компаније са високим перформансама кватро ГмбХ. Он је био доступан од 2009. године у купе и кабриолет варијанти. ТТ РС је имао потпуно нови 2,5-литарски Inline-5 турбо бензински мотор. Овај нови мотор производи снагу од 250 kW (340 ПС; 335 hp) и обртни момент од 450 Nm на 1600–5.300 обртаја у минуту.
ТТ РС има нови кратки шестостепени мануелни мењач, а као и сви "РС" модели, доступан је само са Аудијевим заштитним знаком кватро погоном на сва четири точка. Додаци кватро систему укључују спој константне брзине пре карданског погонског вратила и компактни диференцијал са задњом осовином, унапређен да се носи са повећаним обртним моментом из петоцилиндричног турбо мотора.
Попут ТТС-а, ТТ РС је 10 милиметара нижи од стандардних модела и вози се на стандардним 18-инчним точковима са гумама 245/45 ЗР18 (опционално могу бити уграђени 19 " или 20 " точкови). Кочнице су надограђене тако да укључују дводелне попречне и радијално отворене предње дискове димензије 370 милиметара у пречнику. Предњи дискови су учвршћени четвороклипним чељустима у црној боји, украшеним логотипом РС. Задњи дискови са вентилацијом су пречника 310 милиметара.
Званични подаци о перформансама указују да ТТ РС купе убрзава од 0 до 100 km/h за 4,5 секунде (4,7 секунде је потребно кабриолету), уз електронски ограничену максималну брзину на 250 km/h. Постоји фабричка опција за ограничавање максималне брзине на 280 km/h. Тежина купе верзије износи скромних 1,450 kg (3,197 lb), а кабриолета 1510 kg (3,329 lb).
Од 2010. године ТТ-РС је доступан са 7-брзинским ДСГ аутоматским мењачем, који може да издржи обртни момент који испоручује мотор. Стари 6-степени мењач који се користи у ТТ-С не може да издржи 450 Nm обртног момента, због чега је ТТ-РС у почетку био понуђен само са ручним мењачем.
Аутомобил је почео да се продаје у марту 2009. године, а почетак испоруке је почео током лета.

### 8Ј мотори
Опције погона 8Ј састоје се од следећих мотора:
| Модел                    | Запремина мотора | Конфигурација мотора          | Максимална снага        | Обртни момент                       | Година производње |
| ------------------------ | ---------------- | ----------------------------- | ----------------------- | ----------------------------------- | ----------------- |
| 1.8 ТФСИ                 | 1,798 cm³        | Inline-4 16v ДОХЦ Турбо-пуњач | 160 ПС (118 kW; 158 hp) | 250 N⋅m (184 lbf⋅ft) на 1,500–4,500 | 2007–             |
| 2.0 ТФСИ                 | 1,984 cm³        | Inline-4 16v ДОХЦ Турбо-пуњач | 200 ПС (147 kW; 197 hp) | 280 N⋅m (207 lbf⋅ft) на 1,800–5,000 | 2006–2010         |
| 2.0 ТФСИ                 | 1,984 cm³        | Inline-4 16v ДОХЦ Турбо-пуњач | 211 ПС (155 kW; 208 hp) | 280 N⋅m (207 lbf⋅ft) на 1,700–5,000 | 2008–             |
| 2.0 ТФСИ                 | 1,984 cm³        | Inline-4 16v ДОХЦ Турбо-пуњач | 211 ПС (155 kW; 208 hp) | 350 N⋅m (258 lbf⋅ft) на 1,600–4,200 | 2010–             |
| 3.2 В6 кватро            | 3,189 cm³        | ВР6 24v ДОХЦ                  | 250 ПС (184 kW; 247 hp) | 320 N⋅m (236 lbf⋅ft) на 2,500–3,000 | 2006–2010         |
| 2.0 ТФСИ (ТТС кватро)    | 1,984 cm³        | Inline-4 16v ДОХЦ Турбо-пуњач | 272 ПС (200 kW; 268 hp) | 350 N⋅m (258 lbf⋅ft) на 2,500–5,000 | 2008–             |
| 2.5 Р5 ТФСИ (ТТ РС)      | 2,480 cm³        | Inline-5 20v ДОХЦ Турбо-пуњач | 340 ПС (250 kW; 335 hp) | 450 N⋅m (332 lbf⋅ft) на 1,600–5,300 | 2009–             |
| 2.5 Р5 ТФСИ (ТТ РС плус) | 2,480 cm³        | Inline-5 20v ДОХЦ Турбо-пуњач | 360 ПС (265 kW; 355 hp) | 465 N⋅m (343 lbf⋅ft) на 1,600–5,300 | 2012–             |
| 2.0 ТДИ кватро           | 1,968 cm³        | Inline-4 16v ДОХЦ Турбо-пуњач | 170 ПС (125 kW; 168 hp) | 350 N⋅m (258 lbf⋅ft) на 1,750–2,500 | 2008–             |

Ауди је престао да нуди 3,2-литарске В6 (ВР6) моделе у Северној Америци од 2010. године.

## ТТ Мк3 (Тип ФВ/8С, 2014-)
Као и његови претходници, Ауди ТТ ФВ / 8С је прегледан у облику концептног аутомобила Ауди Олроуд Шутинг Брејк (Audi Allroad Shooting Brake), приказаног на сајму аутомобила у Детроиту 2014. године.
Трећа генерација ТТ-а представљена је на Сајму аутомобила у Женеви 2014. године, ФВ / 8С генерација користи Фолксвагенову МКБ платформу, а доступан је и са избором ТФСИ и ТДИ мотора. Мотор 2.0 ТФСИ је доступан у две верзије, верзија која производи 169 kW (230 ПС; 227 hp) и 370 N⋅m обртног момента у ТТ и верзија која производи 228 kW (310 ПС; 306 hp) и 380 N⋅m обртног момента у ТТС-у. Мотор 2.0 ТДИ Inline-4 са 135 kW (184 ПС; 181 hp) и 380 N⋅m обртног момента је такође доступан као опција за ТТ. ТФСИ мотори су доступни са кватро погоном на сва четири точка, док ТДИ долази у конфигурацији погона на предњим точковима.
Унутрашњост треће генерације Аудија ТТ је препознатљива по свом ХВАЦ дизајну, са контролама температуре и протока ваздуха које су уграђене у саме вентилационе отворе, чиме се побољшава ергономија.
У Сједињеним Државама, ова генерација је била доступна од 2016. године.

### ТТ РС
У 2016. години, Ауди ТТ РС купе и кабриолет са моделом МКБ су представљени са петоцилиндричним 2.5 литарским ТФСИ мотором, који сада производи 294 kW (400 ПС; 394 hp) и 480 N⋅m обртног момента између 1.700 и 5.850 обртаја у минуту. Ауди кватро систем са погоном на сва четири точка је стандардан за овакве моделе и једина опција преноса је 7-брзински С-троник аутоматски мењач.

### Ауди ТТ Офроуд (Offroad)
Ауди ТТ Offroad концепт је представљен као СУВ концептна верзија Аудија ТТ-а у 2014. години. СУВ је користио хибридни систем у комбинацији са 2,0-литарским ТФСИ Inline-4 мотором који производи укупно 304 kW (413 ПС; 408 hp ) и 649 N⋅m обртног момента. СУВ користи 6-степени аутоматски мењач са дуплим квачилом. Хибридни систем се састоји од 40 kW (54 ПС; 54 hp) електромотора на предњој осовини и 85 kW (116 ПС; 114 hp) електромотора на задњој осовини. У пуном ЕВ режиму, возило користи само задњи мотор, хибридни и спортски режими користе сва три извора напајања, а вуча на сва четири точка примјењује се према потреби. Подаци о перформансама укључују време убрзања од 0 до 100 km/h за 5,2 секунде и електронски ограничену максималну брзину од 249 km/h.